# ولس، هوت مرن
ولس، هوت مرن (فرانسوی: Velles, Haute-Marne‎؛ تلفظ فرانسوی: [vɛl] ()) یک کمون در دپارتمان اوت-مارن است که در شمال‌شرق فرانسه واقع شده‌است.

## خصوصیات
ولس ۴٫۲۹ کیلومترمربع مساحت و ۹۴ نفر جمعیت دارد و ۳۳۶ متر بالاتر از سطح دریا واقع شده‌است.